# Okinotori-shima

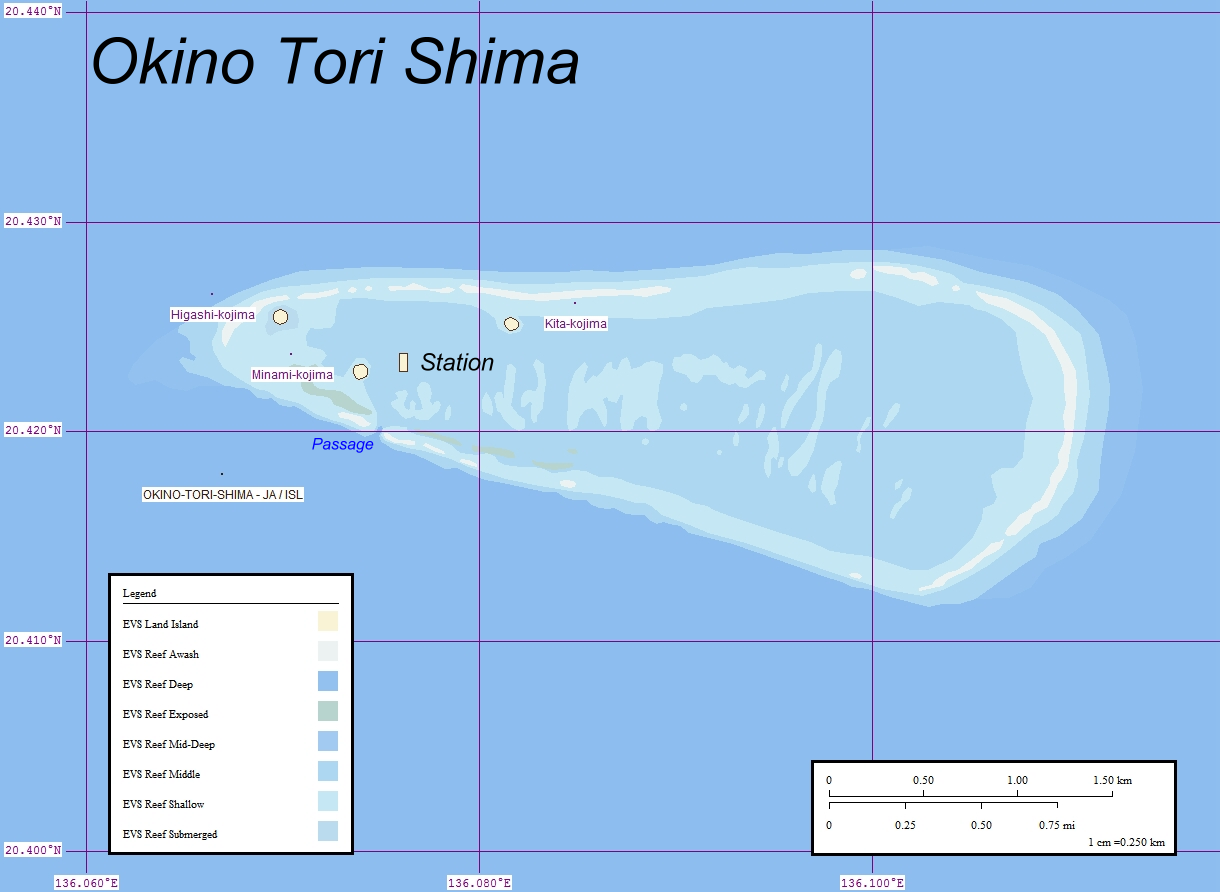
Okinotorishima

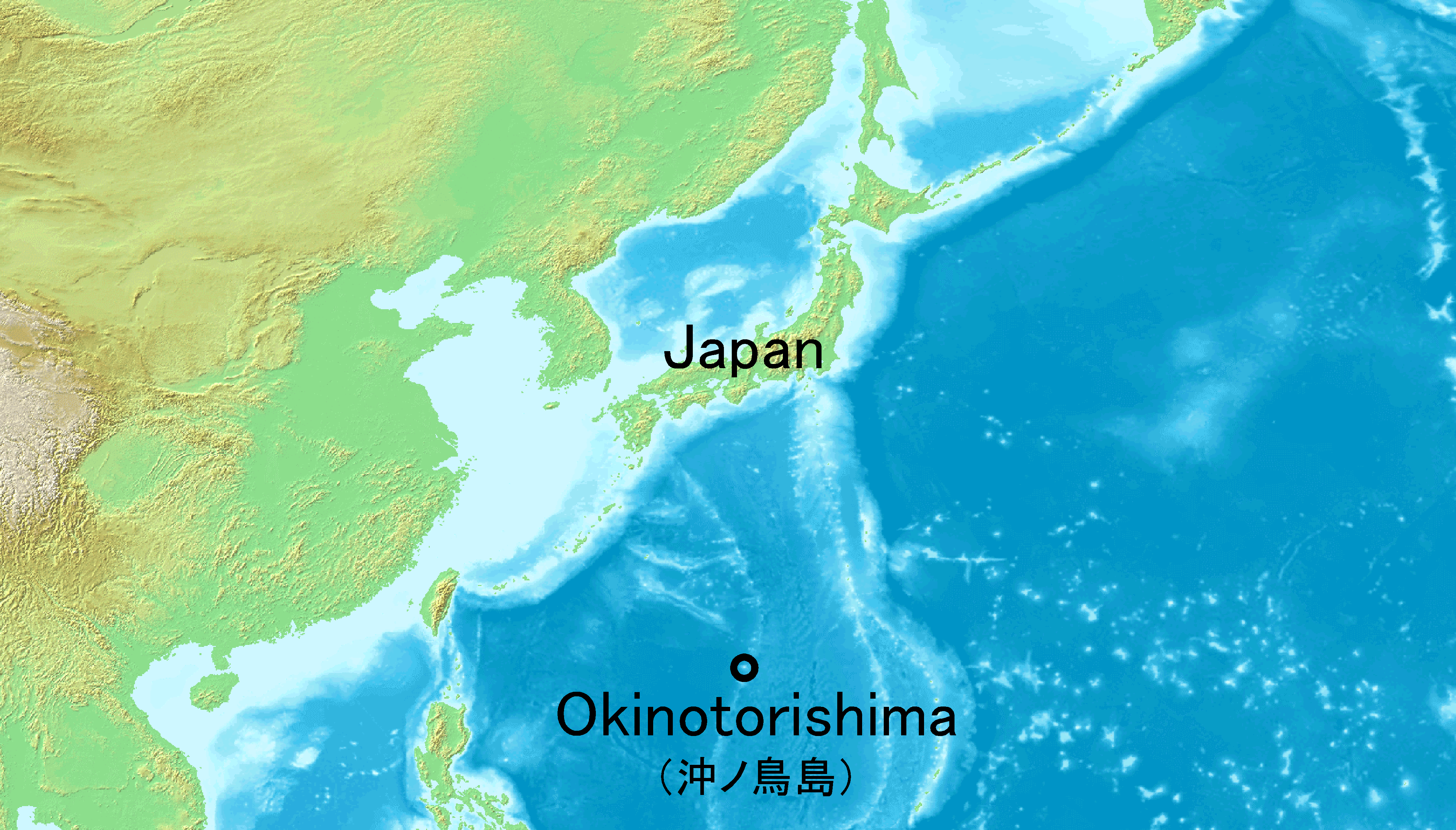
L'île au milieu de la mer des Philippines

Okinotori-shima (沖ノ鳥島, Okinotorishima) ou île Oki-no-tori est un atoll japonais situé à 1 740 km de Tōkyō, au milieu de la mer des Philippines.

## Géographie
Cet atoll a probablement été vu par le navigateur espagnol Bernardo de la Torre en 1543, et certainement par Miguel López de Legazpi en 1565. En espagnol, l'atoll était appelé Parece Vela.
À marée haute, l'atoll est composé de trois rochers :
- Higashi-kojima (東小島?, littéralement « îlot de l'est »),
- Kita-kojima (北小島?, « îlot du nord »),
- Minami-kojima (南小島?, « îlot du sud »).

À marée basse, Okinotorishima forme une zone de 8 km2.
L'atoll est le point le plus au sud du Japon, et fait officiellement partie de l'archipel d'Ogasawara (sous-préfecture d'Ogasawara). Cependant, l'île la plus proche d'Okinotori-shima est Okidaitō de l'archipel Ryūkyū à l'ouest (674 km), et non l'île Minamiiwo de l'archipel d'Ogasawara à l'est (698 km).

## Économie et conflit avec la Chine
Si Okinotori-shima est considéré comme une île par le Japon, la Chine considère qu'il s'agit uniquement de rochers, et que le Japon ne peut pas établir autour d'eux une zone économique exclusive (ZEE) selon l'article 121 de la convention des Nations unies sur le droit de la mer. Cette ZEE couvrirait environ 400 000 km2, avec de nombreuses ressources halieutiques et très certainement des gisements minéraux (manganèse, cobalt, lithium). Selon l'expert Gao Zhiguo du Tribunal international du droit de la mer, l'intérêt de la Chine serait stratégique : 

« La Chine n'est pas un État océanique. Une fois Taïwan récupérée, elle pourra devenir un État ouvert sur le Pacifique. Mais ce projet sera remis en cause si le Japon décrète une ZEE autour d'Okinotorishima. […] L'importance stratégique et militaire d'Okinotorishima est évidente. Elle se trouve sur la route stratégique du nord-ouest du Pacifique et peut être utilisée en temps de paix comme une station de reconnaissance contre nos opérations militaires et comme une base de combat en temps de guerre. »

Selon le droit international, la présence d'une ZEE autour de l'atoll ne devrait pas entraver les activités militaires chinoises au contraire des eaux territoriales. Néanmoins en avril 2010, alors que les forces navales chinoises réalisent un exercice près d'Okinotori, le Japon se plaint d'un hélicoptère militaire volant trop près d'un de ses navires.
Afin de préserver cet atoll, le Japon a financé en 2007 et 2008 un programme de réimplantation de coraux pour 500 millions de yens (trois millions d'euros). En mai 2010, la diète du Japon a adopté un projet de loi visant à protéger les îles isolées du pays, dont Okinotori.

### Webographie
- (en) Okinotorishima: Just the Tip of the Iceberg sur Harvard Asia Quarterly